# Tillhygge

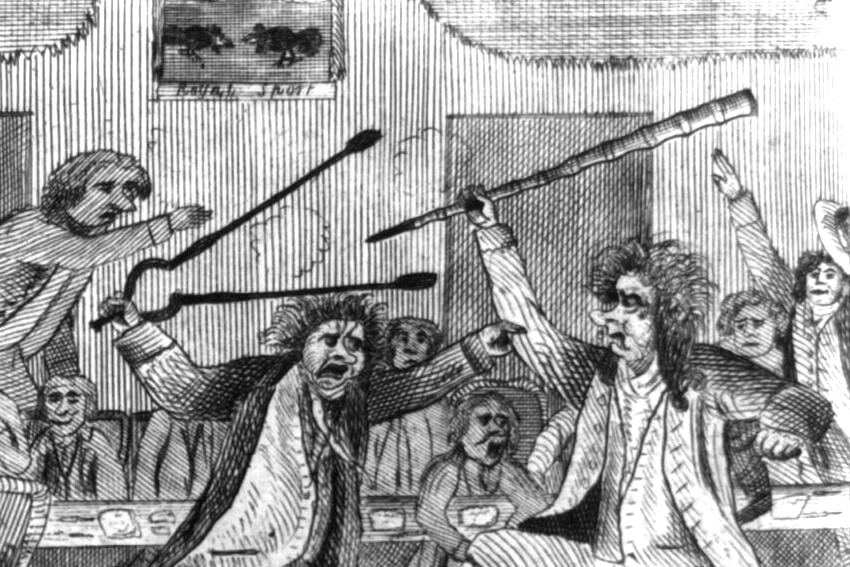
Teckning där eldtång och käpp används som tillhyggen. Motivet visar slagsmålet mellan Roger Griswold till vänster och Matthew Lyon till höger som tog rum i USA:s kongress 1798.

Tillhyggen är improviserade vapen i form av föremål som inte är avsett att användas som slagvapen men som kan och används för det ändamålet ändå. Det kan vara föremål som tillfälligt utnyttjas som vapen alternativt föremål som ägnas att tillfälligt utnyttjas såsom vapen, såsom en rörtång, slagträ eller vanliga vardagsföremål med mera.
Tillhyggen används vanligtvis för självförsvar eller om användaren på annat sätt är obeväpnad. I andra fall används tillhyggen av angripare i slagsmål, rån, mord, gängkrig, upplopp, uppror, särskilt när konventionella vapen som skjutvapen inte är tillgängliga eller olämpliga.